# Lotu Taukeiaho
Pas d'image ? Cliquez ici

a Compétitions nationales et continentales officielles uniquement.

Dernière mise à jour le 8 mai 2017.
Feliuaki Taukeiaho, dit "Lotu", né le 12 mai 1984 à Sydney[réf. nécessaire], est un joueur australien de rugby à XV d'origine tongienne[réf. nécessaire] évoluant au poste de pilier. Il joue avec le Stade aurillacois en Pro D2 depuis 2013.

## Biographie
Lotu Taukehaio effectue sa scolarité à la Trinity Grammar School puis fait ses études à l'Université de Sydney. Il joue successivement avec le Randwick RUFC de 2006 à 2009 et le Sydney University FC en 2010 et les Waratahs de 2011 à 2012. Il part ensuite en France où il s'engage avec le FC Grenoble comme joker médical en remplacement de Ruaan du Preez. Il dispute son premier match de Top 14 avec le FC Grenoble le 27 octobre 2012 contre le Montpellier HR.